# Pooyan Azadeh

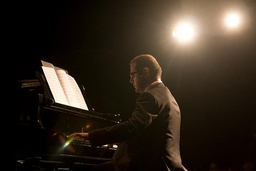
Pooyan Azadeh

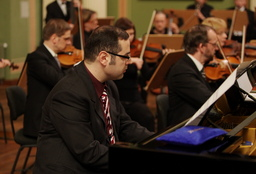

Pooyan Azadeh (anhörenⓘ, persisch پویان آزاده‎; * 1979 in Iran) ist ein iranisch-deutscher Pianist.

## Leben
Seit seiner Kindheit spielt Azadeh Klavier und leitete Chöre seit seinem 12. Lebensjahr. Er studierte klassische europäische und klassische persische Musik (Bachelor), sowie Klavier (Master) an der Universität der Künste Teheran (bei der russischen Pianistin Dilbar Hakimova) und nahm an der Meisterklasse von Paul Gulda beim Festival junger Künstler Bayreuth in Deutschland teil. Seit 2007 war er Stipendiat des Deutschen Akademischen Austausch Dienstes (DAAD). Er arbeitete als Hochschulassistent an der Martin-Luther-Universität, Institut für Musik, Halle (Saale). Azadeh war Austauschdoktorant an der Arizona State University USA. Er erhielt seinen Doktorgrad von der Martin-Luther-Universität Halle in Deutschland mit „magna cum laude“ im Januar 2015.
Azadeh ist international als Konzertpianist anerkannt. Seine Darbietung als Pianist in dem Konzert „Vom Orient nach Hollywood“, 2010, wo er als der erste iranische Pianist in Europa das zweite Klavierkonzert von Aminollah Hossein spielte, hat ihm einen Namen und spezielle Aufmerksamkeit in deutschen Musikkreisen eingebracht. Azadeh hat in mehreren nationalen und internationalen Konferenzen über persische klassische Klaviermusik Vorträge gehalten. Außerdem hat er 2013 das erste Seminar über persische Klaviermusik an der Martin-Luther-Universität Halle geleitet.
Azadeh profilierte sich weiterhin in europäischer klassischer Musik.
Azadeh war Schüler eines sehr bedeutenden und bekannten persischen Pianisten Javad Marufi (1912–1993), der großen pädagogischen und kulturellen Einfluss in der iranischen Klaviermusik hatte. Azadeh profitierte auch von Meister Morteza Mahjubi (1900–1965). Er nennt ihn seinen „künstlerischen Vorfahren“. Azadeh hat bewirkt, dass die Persische Klaviernotation von Morteza Mahjubi als nationales Kulturerbe des Iran (UNESCO) im Jahr 2013 registriert wurde. Diese ganz eigene Weise, Klaviernotationen zu verfassen, die er in seiner Doktorarbeit analysierte, möchte Azadeh heute zum Weltkulturerbe der UNESCO erklären lassen.
Azadeh übernahm als Erster eine ordentliche Professur für Klavier an der Teheraner Universität der Künste und gründete 2015 eine private Klavierschule (Pooyan Piano Institute, Teheran) sowie 2018 die erste Musik- und Kunsthochschule in Ost-Iran (Pooyan Art University, Semnan).
Ab 2012 leitete Azadeh mehrere Meisterklassen und Workshops im Orient und Okzident, ist Jurymitglied des Musikwettbewerbs für iranische Schülerpianisten, organisiert vom iranischen Ministerium für Bildung und Kultur.

## Publikationen
Seine Publikationen schließen das Buch, National Anthems of the World, das für den „UNESCO – Prize for Peace Education“ nominiert war, ein, sowie The Music of the Sangsar Nomads, Europäische Klavierschule, die er in die persische Sprache übersetzte, eine CD mit für Klavier bearbeitete persischer Folklore mit dem Titel Yeylagh und 2019 eine CD über persische Klaviermusik mit dem Titel Ba Yadash.

## Projekte
Azadeh leitet seit August 2010 den weltweit ersten interkulturellen Klavierpädagogik-Workshop beim Internationalen Festival junger Künstler Bayreuth.
Eine Präsentation der Sangesar-Musik der Nomaden gab Azadeh auf der Fachkonferenz des Council for Registering Historical, Spiritual and Natural Works of Iran und meldete das als Nationalkulturerbe im Jahr 2011 im Iran an.
Auch übernahm er von 2012 bis 2015 die Leitung des Musikvereins der iranischen Provinz Semnan. Pooyan Azadeh ist Gründer und Direktor der Wissenschaftlichen Gesellschaft für Musik der Universität der Künste Teheran, die erste  wissenschaftliche Gesellschaft für Musik von 2004 bis 2007  im Iran.
In Kooperation mit der Klaviermanufaktur Steingraeber in Bayreuth entwickelte er einen „Persischen Flügel“ (zur Erschließung der Tonalität iranischer Dastgah-Musik mit ihren „Vierteltönen“) und präsentierte ihn auf dem Musikkongress VdM 2019 in Berlin.